# 粢饭团
粢饭团 ，长条状的又称粢飯捲。粢饭团也称糍饭，在江浙等地称为粢飯糰，在香港稱粢飯或寫作秶飯 ，台灣稱作飯糰，在南京稱作蒸饭包油条或蒸饭、在武漢则稱作糯米包油条，是中國江浙地区和台湾的一種传统早餐类小吃，其主要原料为糯米和油条。
一般粢饭团分为甜、鹹及半鹹甜三种口味，在糯米中包著的除了油条外，咸粢飯有榨菜、肉鬆、鱼鬆、肉燥、菜脯，甜粢飯有芝麻、白糖、花生粉；考究一些的店家还提供血糯米饭团。粢饭团通常用作早點，與豆漿、豆腐花同食。

## 简介

### 传统粢饭
传统粢饭团是将油条包在粢饭里吃，传统的店家售卖方式是将热的糯米饭先放在木筒里，將糯米饭放在濕布上摊开，油条在在米饭上，再两手合上捏紧而成。吃粢饭团時要捏紧。

### 蒸饭包油条
南京的蒸饭包油条是店家师傅将蒸饭从木桶里剜出，摊匀在一块湿布上，再把油条对折了居中放入去，用布连油条裹起，最后将手巾拧捏几下，形状为两头细中间粗。

### 台灣
台灣的飯糰是通常将糯米飯包入油條及配料後揉捏成中間比較粗的圓柱形或是圓柱形、長條形、橢圓形等的形狀，吃時搭配豆漿或咖啡或是奶茶。比較新穎的口味還會加入鮪魚、玉米、火腿。
台灣因为也会将日式三角饭团（御握）称作饭团，所以会与粢饭团混淆。

### 香港
香港的粢饭团很早期由江浙及上海移民带入而来，通常将粢饭裹入油条及配料后揉捏成长筒型，以透明保鮮紙包裹出售，吃时用刀切成两半以方便食用。在香港常配以豆漿食用，是香港人常見的傳統早餐之一。

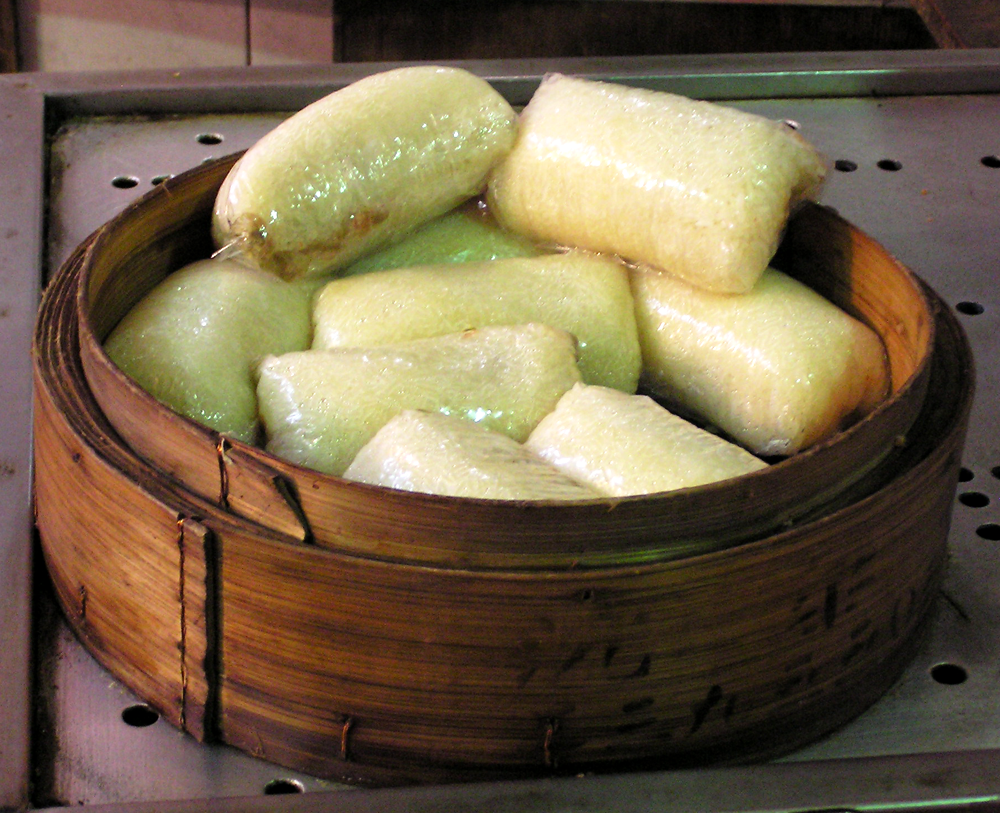
香港九龙城一餐厅内一笼在蒸籠裏的粢饭团

## 类似食品
- 粢饭糕
- 飯糰